# دوري المقاطعات الشمالي الغربي 1990–91
دوري المقاطعات الشمالي الغربي 1990–91 هو موسم من دوري المقاطعات الشمالي الغربي. فاز فيه نوزلي يونايتد ‏.